# Ripley (Derbyshire)
Ripley – miasto w Wielkiej Brytanii, w Anglii, w hrabstwie Derbyshire, w dystrykcie Amber Valley. Miasto zamieszkuje ponad 24 tys. osób.

## Historia
Miasto istniało już w czasach rzymskich. Wieś wymieniona jest w Domesday Book z roku 1086 pod nazwą Manor of Ripeleia. Jego siłę oceniano na dwa pługi. W średniowieczu przez miasto przechodziła trasa handlowa i wojskowa łącząca północ hrabstwa ze znajdującym się na południu obozem wojskowym. Najstarszy zachowany dom w mieście, Heage hall farm, zbudowany został w roku 1450. najważniejsze zmiany dla miasta zaszły w okresie rewolucji przemysłowej. W roku 1790 zbudowano tu zakłady metalowe Butterley Ironworks. Produkowano tu m.in. części do tramwajów.